# Chodecz
Chodecz è un comune urbano-rurale polacco del distretto di Włocławek, nel voivodato della Cuiavia-Pomerania.
Ricopre una superficie di 122,23 km² e nel 2004 contava 6 434 abitanti.